# Aristotelis
Aristotelis (tiếng Hy Lạp: ?) là một khu tự quản ở vùng Trung Makedonías, Hy Lạp. Khu tự quản Aristotelis có diện tích 747 km², dân số theo điều tra ngày 18 tháng 3 năm 2001 là 17752 người.